# Куровецька сільська рада
Курове́цька сільська́ ра́да — адміністративно-територіальна одиниця та орган місцевого самоврядування у Зборівському районі Тернопільської області. Адміністративний центр — село Курівці.

## Загальні відомості
Куровецька сільська рада утворена в 1939 році.
- Територія ради: 1,81 км²
- Населення ради: 710 осіб (станом на 2001 рік)
- Територією ради протікає річка Нестерівка

## Населені пункти
Сільській раді підпорядковані населені пункти:
- с. Курівці

## Склад ради
Рада складалася з 15 депутатів та голови.
- Голова ради: Кузьма Ольга Іванівна
- Секретар ради: Чорна Ірина Богданівна

### Керівний склад попередніх скликань
| Прізвище, ім'я, по батькові | Основні відомості                                                 | Дата обрання | Дата звільнення |
| --------------------------- | ----------------------------------------------------------------- | ------------ | --------------- |
| Кузьма Ольга Іванівна       | Сільський голова, 1955 року народження, освіта вища, позапартійна | 26.03.2006   | 31.10.2010      |
| Кузьма Ольга Іванівна       | Сільський голова, 1955 року народження, освіта вища, позапартійна | 31.10.2010   |                 |

Примітка: таблиця складена за даними сайту Верховної Ради України

### Депутати
За результатами місцевих виборів 2010 року депутатами ради стали:

#### За суб'єктами висування
| Суб'єкт висування | Кількість обраних депутатів | %   |
| ----------------- | --------------------------- | --- |
| Самовисування     | 15                          | 100 |

#### За округами
| № округу | Прізвище, ім'я, по батькові   | Дата визнання обраним | Освіта             | Партійна приналежність | Відомості про обраного депутата                                      |
| -------- | ----------------------------- | --------------------- | ------------------ | ---------------------- | -------------------------------------------------------------------- |
| 1        | Шпирналь Андрій Володимирович | 05.11.2010            | вища               | позапартійний          | тимчасово не працює                                                  |
| 2        | Петришин Володимир Васильович | 05.11.2010            | середня            | позапартійний          | тимчасово не працює                                                  |
| 3        | Щербатий Мирослав Васильович  | 05.11.2010            | середня            | позапартійний          | загальноосвітня школа І-ІІ ст. с. Курівці, оператор газової котельні |
| 4        | Лозінський Василь Васильович  | 05.11.2010            | середня            | позапартійний          | загальноосвітня школа І-ІІ ст. с. Курівці, техпрацівник              |
| 5        | Гольбер Михайло Омелянович    | 05.11.2010            | вища               | позапартійний          | тимчасово не працює                                                  |
| 6        | Чорна Ірина Богданівна        | 05.11.2010            | вища               | позапартійна           | Курівецька сільська рада, секретар                                   |
| 7        | Бенцал Андрій Семенович       | 05.11.2010            | середня            | позапартійний          | Комунальна клінічна лікарня м. Тернопіль, водій                      |
| 8        | Бенцал Оксана Франківна       | 05.11.2010            | вища               | позапартійна           | ТОВ «Граніт» м. Тернопіль, бухгалтер                                 |
| 9        | Грабовська Марія Євгенівна    | 05.11.2010            | середня спеціальна | позапартійна           | тимчасово не працює                                                  |
| 10       | Маргаль Любомир Миронович     | 05.11.2010            | середня            | позапартійний          | тимчасово не працює                                                  |
| 11       | Бучак Володимир Васильович    | 05.11.2010            | середня спеціальна | позапартійний          | тимчасово не працює                                                  |
| 12       | Будник Володимир Степанович   | 05.11.2010            | середня спеціальна | позапартійний          | тимчасово не працює                                                  |
| 13       | Флиста Марія Михайлівна       | 05.11.2010            | вища               | позапартійна           | загальноосвітня школа І-ІІ ст. с. Курівці, вчитель                   |
| 14       | Богач Андрій Ярославович      | 05.11.2010            | середня            | позапартійний          | тимчасово не працює                                                  |
| 15       | Михайлишин Євген Петрович     | 05.11.2010            | середня            | позапартійний          | тимчасово не працює                                                  |